# Börsenverein Beteiligungsgesellschaft
Die Börsenverein des Deutschen Buchhandels Beteiligungsgesellschaft mbh (BBG) wickelt die wirtschaftlichen Aktivitäten des Börsenvereins des Deutschen Buchhandels ab. Der Bundesverband und die Landesverbände halten Beteiligungen an der Holding. Der kulturelle und politische Aspekt wird vom Börsenverein verwirklicht, für die kostenpflichtigen Dienstleistungen sind die Wirtschaftstöchter zuständig. Zu der Beteiligungsgesellschaft gehören die Marketing- und Verlagsservice des Buchhandels GmbH (MVB) und die Ausstellungs- und Messe-GmbH (AuM). Geschäftsführer der Holding ist seit 2006 Ronald Schild.